# Jamkhandi (Rural), Jamkhandi
Jamkhandi (Rural) là một làng thuộc tehsil Jamkhandi, huyện Bagalkot, bang Karnataka, Ấn Độ.